# Lingue hokan
Col termine di lingue hokan (o Hoka) viene identificata un'ipotetica famiglia linguistica la cui esistenza è sostenuta da alcuni linguisti americani ma che non trova la generale approvazione della comunità scientifica.

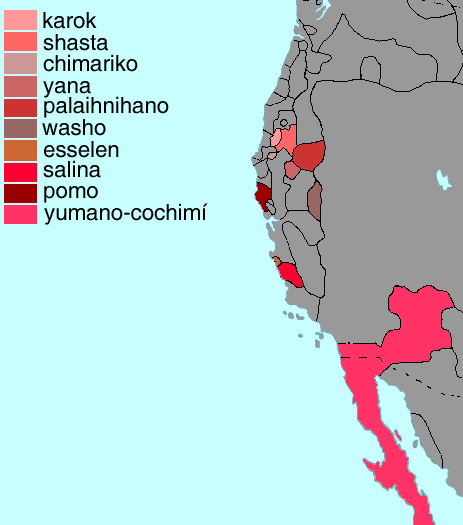
Le famiglie linguistiche della California che formano l'ipotesi Hokan.

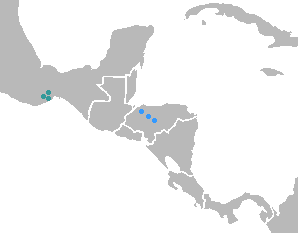
Le famiglie linguistiche centroamericane che formano l'ipotesi Hokan: Tequistlatecan in verde, Jicaque in azzurro.

## Nome
Il nome Hokan è vagamente basato sulla parola "due" in diverse lingue hokan: *xwak in Proto-Yumano, c-oocj (pronunciato /koːkx/ in Lingua seri), ha'k in Lingua achumawi, ecc.

## Composizione
Secondo l'ipotesi iniziale di Edward Sapir più che di una famiglia occorre parlare di una super-famiglia in quanto, essa raggrupperebbe una dozzina tra piccole famiglie linguistiche e lingue isolate, la maggior parte parlate originariamente in California, mentre due famiglie sono centroamericane (le Lingue Tequistlatecan del Messico e le Lingue Jicaque dell'Honduras).  La famiglia delle lingue hokan sarebbe quindi formata dai seguenti elementi: (In corsivo le lingue, in stampatello le famiglie)
- Ch’imáriko
- Chumash
- Coahuilteco
- Comecrudan
- Esselen
- Karuk
- Jicaque (o Tolan)
- Palaihnihan
- Pomoan
- Salinan
- Seri
- Shastan
- Tequistlatecan
- Washo
- Yana
- Yumane

Occorre dire che da quando venne proposta l'ipotesi "Hokan", poche prove aggiuntive sono state scoperte, anche usando il metodo comparativo, per corroborare l'ipotesi che queste famiglie e lingue fossero correlate le une con le altre.